# Забєльський Олександр Дмитрович
Олександр Дмитрович Забєльський (народився 22 лютого 1889 у м. Мензелінськ в Уфимській губернії, нині Татарстан — помер 17 вересня 1937 в м. Дніпропетровськ, УРСР) — радянський будівельник, репресований радянською владою, перший начальник (директор) будівництва Лисичанського хімкомбінату — "Лисхімбуд" (нині Північнодонецьке об'єднання АЗОТ, м. Сєвєродонецьк). Фактичний засновник міста Сєвєродонецьк.*  З грудня 1936 року до липня 1937 був директором Баглійського коксохімзаводу в м. Дніпродзержинську. 
Арештований у 1937 році в роки Великого терору (1937-1938), розстріляний. Реабілітований посмертно.

## Життєпис
Народився 22 лютого 1889 року в місті Мензелінськ Уфімської губернії (Татарстан), росіянин, з селян.
З 1910 по 1919 був членом партії соціалістів-революціонерів (есерів), жив у м. Охтирка Сумської області УРСР. Як опинився в Сумській області невідомо.
Мав вищу економічну освіту. Закінчив технічне училище, а потім комерційний інститут за фахом економіка.
З 1919 року — член партії ВКП(б).
У 1921—1923 працював головою «Вукопспілки» в містах Чернігові, Одесі і Києві. З 1924 року живе і працює в Харкові.
У 1924 році був членом правління «Сільського господаря» в м. Харкові, а потім членом колегії Наркомторгу УРСР.
З 1928 по 1930 був торгпредом СРСР в Австрії (м. Відень) і в Німеччині (м. Берлін).
З 1930 по 1933, повернувшись в м. Харків, він був членом Колегії, потім членом Президії Вищої ради народного господарства УРСР.
Був особисто знайомий і неодноразово зустрічався з М. Бухаріним в м. Москві і в м. Харкові в період з 1930 по 1933 роки — у 1929—1932 роках Бухарін був членом Президії ВРНГ СРСР. З 1932 року — член колегії Наркомату важкої промисловості СРСР). У цей період Забєльський О.Д був начальником НДС ВРНГ УРСР (науково-дослідний сектор), а надалі Уповноваженим НКТП (Народний комісаріат важкої промисловості), який був підпорядкований НДС ВРНГ СРСР (надалі НКТП), начальником якого був Бухарін.
Забєльський був особисто знайомий з Г. Орджонікідзе («Серго») — першим народним комісаром важкої промисловості СРСР з 1932 по 1937.

### Перший директор будівництва Лисичанського хімкомбінату
З вересня 1933 по березень 1935 був першим начальником (директором) будівництва Лисичанського хімкомбінату, так званий «Лисхимстрой» (нині Північнодонецьке об'єднання АЗОТ, м. Сєвєродонецьк).
Саме Забєльський організував будівництво перших бараків для будівельників «Лісхімстроя» на лівому березі річки Сіверський Донець прямо біля комбінату, що будується, чим започаткував місто Сєвєродонецьк.
Перші бараки виникли в Ново-Сиротино і біля Борової. А в Лисхімбуді за його участю побудовані три перших будинки барачного типу і двоповерховий будинок з магазином (заселений до 7 листопада 1934 року), їдальня, лазня, завод силікатної цеглини. Можна говорити про перші будинки на перетині нинішніх вулиць сучасного Сєвєродонецька — Богдана Ліщини і бульвару Дружби народів, звідки почало зростати місто Сєвєродонецьк.
За планом будівництва з 1932 року поселення хіміків планувалося на правом березі Сіверського Дінця, і це планувався Лисичанський завод, працюючий на Лисичанському вугіллі. Перші будівельники їздили з правого берега на лівий через річку. Проїздили через річку по плавучому мосту, який ледь-ледь був видний над водою. Цей міст зносило з настанням весняних паводків, попри те, що його міцно прив'язували до дерев. Забєльський, перезимувавши з 1933 на 1934 рік, зрозумів, що поселення потрібно будувати тільки на лівому березі.
Перші каркасні бараки з очерету і соломи, обмазані глиною і побілені, виникли на лівому березі річки. У них заселилися перші будівельники заводу.
У 1934 році почалося будівництво шосейної дороги, залізничної розвилки Рубіж, прокладалася залізнична лінія Рубіжне-Сєвєродонецьк, будувався гараж і житлові бараки в Ново-Сиротино, будувалися бараки і житлові будинки в Сєвєродонецьку.
Забєльський переконав керівництво Лисичанська, Харкова, Києва і Москви, в тому, що будувати поселення необхідно саме на лівому березі Сіверського Дінця, як мінімум через те, що у разі аварії, неможливо швидко дістатися до заводу. Це поселення дістало назву «Лисхімпром». Це поселення і стало початком нового міста — Сєвєродонецька.
Через розбіжності між Головхімпромом і ЦК ВКП(б) потужність заводу, що будується, мінялася (з 100 тисяч тонн аміаку в рік на 80, і назад), техніко-економічне обґрунтування змінювалося на проектне завдання, технологічний процес мінявся, підготовчі роботи і будівництво затягувалися. У 1935 році Забєльський О. Д. був знятий з посади директора, як такий, що затягнув терміни будівництва.
У той період разом із Забєльським О. Д. працювали на будівництві хімкомбінату Скорохід С. І. (десятник) Панський І. М. (інженер техвідділу, потім головний інженер) Косевич (інженер будівництва). При Забєльському головним інженером був Зелігман Ніл Аронович.)
З 1935 до кінця 1936 року Забєльський О. Д. був директором дослідного заводу «Головазот» в м. Харкові.

### Директор Баглейського Коксохімзаводу в м. Дніпродзержинську
З грудня 1936 до липня 1937 був директором Баглійського Коксохімзаводу в м. Дніпродзержинську (нині «Євраз — Южкокс»).
Баглейський Коксохімічний завод почав будуватися в 1935 році і будувався спеціальною будівельною організацією «Коксохіммонтаж» господарським способом. У кінці 1936 року за розпорядженням ГУМП а Коксохіммонтаж переведений був в підрядний трест і повинен був з 1 жовтня 1936 року працювати за договорами із заводом. У зв'язку з цим, була організована дирекція заводу, який будувався, що прийняла від Коксохіммонтажу будівництво за станом на 1 жовтня 1936 року. На подальшу роботу був укладений підрядний договір. На Баглейському майданчику начальником будівництва до липня 1936 року був Голубченко Н., заарештований, як ворог народу — троцькіст.
З кінця 1936 року директором був Забєльський О. Д. до його арешту із заводу в липні 1937 р.)

### Арешт
13 липня 1937 Забєльський був заарештований органами НКВД по Дніпропетровській області. З липня до вересня 1937 року пройшли ряд допитів. Звинувачений в тому, що з 1932 року був активним учасником контрреволюційної троцькістської організації правих на Україні і займався шкідницькою діяльністю.
16 вересня 1937 року за вироком Військової Колегії Верховного Суду СРСР по ст.ст. 54-7,54-8,54-11 УК КК УРСР засуджений до вищої міри покарання розстрілу з повною конфіскацією майна. 17 вересня 1937 року вирок приведений у виконання в місті Дніпропетровську. Акт про виконання вироку зберігається в Особливому Архіві 1-го спецвідділу НКВД СРСР том № XI, лист № 20.

### Сталінські розстрільні списки
Забєльський Олександр Дмитрович знаходився в одному з 363 «сталінських розстрільних списків» періоду 1937—1938 р.р. Це були списки осіб, обвинувачених, що підлягають суду Військової Колегії Верховного Суду СРСР. Списки складалися в НКВД СРСР і в регіонах. Представлялися в ЦК ВКП (б) на розгляд. У списках відразу значилася міра покарання. 1-а категорія означала розстріл. Забєльський О. Д. знаходився в списках по Дніпропетровській області під № 198. Дата — 25 серпня 1937 рік. Міра покарання — розстріл. Список з резолюцією «ЗА» власноручно підписаний Сталіним Й. В. і Молотовим В. М. (АП РФ. Оп. 24, справа 410, лист 291). Фактично рішення про розстріл було прийняте 25 серпня 1937 року, а рішення виїзної сесії ВК ВС було формальністю.

### Реабілітація (посмертно)
У 1957 році вирок Військової Колегії Верховного Суду СРСР від 16 вересня 1937 відносно Забєльського скасований і справа припинена за відсутністю складу злочину.
Забєльський О.Д реабілітований посмертно. Справа № 23390 по звинуваченню Забельського А. Д. 1937 року зберігається в Архіві СБУ Дніпропетровської області за № П- 8100.

## Родина

Олександр Забєльський із дружиною

Дружина, Забєльська Таїсія Пилипівна, народилася в Сумській області УРСР, в сім'ї директора гімназії Клименка Пилипа Семеновича м. Охтирка, 21 жовтня 1889 року.
11 січня 1938 року заарештована в м. Харкові, як член сім'ї зрадника батьківщини (ЧСИР) і без суду відправлена до трудових таборів Карагандинської області — Акмолінський табір, потім Батикський табір. У таборах відбула 8 років, під судом не була. Вийшла з табору 11 січня 1946 г з судимістю по ст. 39 КК УРСР. Повернувшись в місто Харків, добилася посмертної реабілітації чоловіка Забєльського О. Д. Була персональною пенсіонеркою. Померла в 1981 році.
Забєльська Олена Олександрівна — дочка, Броніна Катерина Михайлівна — онука.

## Друковані джерела
1. Архівна кримінальна справа № П-8100 на Забєльського О.Д. (архів Управління служби безпеки України у Дніпропетровській області.)